# The Final (singel)
The Final – singel zespołu Dir En Grey wydany w 2004. Tytułowa piosenka pojawiła się na albumie Withering to death. Trzy pozostałe to koncertowe wersje utworów z albumu Vulgar nagrane podczas trasy Over the Vulgar Shudder.

## Lista utworów
Autorem tekstów jest Kyo. Muzykę skomponował zespół.
1. The Final(4:17)
2. Increase Blue [Live] (3:39)
3. Red... [em] [Live] (5:05)
4. The IIID Empire [Live] (3:14)